# Itambé
Itambé là một đô thị thuộc bang Bahia, Brasil. Đô thị này có diện tích 1625,681 km², dân số năm 2007 là 35918 người, mật độ 22,1 người/km².